# تیم‌لب (حلقه هنری)

## موزه هنر دیجیتال ساختمان موری
teamLab Borderless دارای فضای عظیم ۱۰۰۰۰ متر مربع به عنوان اولین موزه هنر دیجیتال در جهان با نام رسمی موزه هنر دیجیتال MORI Building: EPSON teamLab Borderless در ژوئن ۲۰۱۸ تأسیس شد. تیم لابراتواروگروه هنرمندان فوق‌العاده اش آن را در سراسر جهان بسیار مشهورتر کرده است. در سال اول بیش از ۲ میلیون نفر از آن بازدید کردند. این موزه به عنوان پربازدیدترین موزه هنر در سال ۲۰۱۹ گواهینامه بین‌المللی دریافت کرد که توسط مجله خبری آمریکایی تایم و جوایزThea نیز به نمایش درآمد.

## مؤسسین موزه
teamLab (مؤسس ۲۰۰۱) یک مجموعه هنری بین‌المللی است. فعالیت مشترک آنها به دنبال هدایت در تلاقی هنر، علم، فناوری و جهان طبیعی است. از طریق هنر، گروه بین‌رشته‌ای متخصصان، شامل هنرمندان، برنامه‌نویسان، مهندسان، انیماتورهای CG، ریاضیدانان و معماران، با هدف کشف رابطه بین خود و جهان و اشکال جدید ادراک از طریق هنر می‌خواهند آن را به نمایش بگذارند؛ به منظور درک دنیای اطراف خود، مردم آن را به موجودیت‌های مستقل با مرزهای درک شده بینشان آن‌ها را از هم جدا می‌کنند. تیم آزمایشگاه به دنبال فراتر رفتن از این مرزها در درک ما از جهان، از رابطه بین خود و جهان، و تداوم زمان است. همه چیز در یک تداوم طولانی، شکننده و در عین حال معجزه آسا و بدون مرز وجود دارد.
نمایشگاه‌های teamLab در شهرهای سراسر جهان از جمله نیویورک، لندن، پاریس، سنگاپور، پکن و ملبورن برگزار شده است. موزه‌های teamLab و نمایشگاه‌های دائمی در مقیاس بزرگ عبارتند از teamLab Borderless و TeamLab Planets در توکیو، teamLab Borderless شانگهای، و teamLab SuperNature ماکائو، که در شهرهایی مانند ابوظبی، پکن، هامبورگ، جده و اوترخت افتتاح می‌شود.

آثار teamLab در مجموعه دائمی موزه هنرهای معاصر، لس آنجلس است. گالری هنری نیو ساوت ولز، سیدنی؛ گالری هنر استرالیای جنوبی، آدلاید؛ موزه هنر آسیایی، سانفرانسیسکو؛ موزه جامعه آسیا، نیویورک؛ مجموعه هنر معاصر بوروسان، استانبول؛ گالری ملی ویکتوریا، ملبورن؛ و آموس رکس، هلسینکی. 

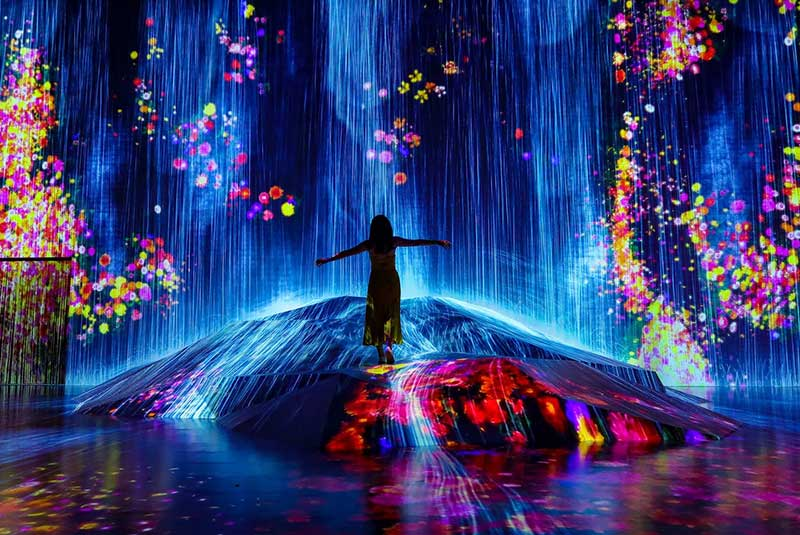
جنگل لامپی

## ایده کلی موزه
توده‌های زمان و فضاهای مختلف با هم وجود دارند و به یکدیگر متصل می‌شوند.
همه اقیانوس‌ها به یکدیگر متصل هستند و همه امواج این جهان نیز همین‌طور. در هنر کلاسیک آسیای شرقی، امواج اغلب با استفاده از ترکیبی از خطوط بیان می‌شوند. این امواج ایجاد شده توسط خطوط به ما این امکان را می‌دهد تا متوجه شویم که هر موج بخشی از یک جریان بزرگتر است و زندگی را به گونه ای منتقل می‌کند که گویی امواج یک موجود زنده هستند. هنگامی که امواج بلند می‌شوند، ما می‌توانیم نفس قدرتمندی از زندگی را احساس کنیم، گویی زندگی در حال شکوفایی است. به نظر می‌رسد هر موجی برای خود زندگی دارد. اما هنگامی که امواج فرو می‌ریزند و ناپدید می‌شوند، با احساس شکنندگی متوجه می‌شویم که آنها بخشی از اقیانوس بودند. و آن اقیانوس به تمام اقیانوس‌های دیگر متصل است. به عبارت دیگر، همه امواج جهان به یکدیگر متصل هستند.
امواج زنده به نظر می‌رسند زیرا زندگی مانند یک موج بالارونده است. این یک پدیده معجزه آسا است که به‌طور مداوم از یک اقیانوس منفرد و پیوسته بیرون می‌آید.
امواج از طریق بدنه ای پیوسته از ذرات بی شمار آب بیان می‌شوند. برهمکنش ذرات محاسبه شده و سپس حرکت آب در فضای سه بعدی شبیه‌سازی می‌شود. خطوطی در امتداد مسیر ذرات آب ایجاد می‌شوند و روی لایه سطحی امواج سه‌بعدی کشیده می‌شوند.
خطوط با چیزی ایجاد می‌شوند که teamLab از آن به عنوان فضای Ultrasubjective یاد می‌کند. برخلاف فضایی که از طریق لنزها و پرسپکتیو ایجاد می‌شود یا توسط آن بریده می‌شود، فضای فراسوژه دیدگاه بیننده را ثابت نمی‌کند و بدن را آزاد می‌کند. دیواری که امواج روی آن دیده می‌شود به مرز بیننده و اثر هنری تبدیل نمی‌شود و فضای اثر هنری با فضای بدن بیننده پیوسته است.

## مکان موزه
مکان سابق در اودایبا در پایان اوت ۲۰۲۲ بسته شد و همزمان با تکمیل پروژه تورانومون-آزابودای در سال ۲۰۲۳ در روپونگی قرار بود بازگشایی شود ولی نشد. موزه جدید مفهوم تیم آزمایشگاه «سرگردانی و کاوش» را تکامل داد، در یک دنیای بدون مرز که بازدیدکنندگان بیشتری را از سراسر جهان نسبت به اودایبا جذب می‌کند. در حال حاضر این موزه دارد برای بازگشایی جدید خود در سال ۲۰۲۴ آماده می‌شود.
•فضای جدید در میان آسمان خراش‌های بلند در منطقه تورانومون در Minata Ward واقع شده است. این ساختمان بین چندین پروژه شرکت ساختمانی موری واقع شده است: تپه‌های روپونگی در غرب، تپه‌های تورانومون در شرق و تپه‌های آرک در شمال.
مشارکت‌کنندگان ویکی‌پدیا. «TeamLab (art collective)». در دانشنامهٔ ویکی‌پدیای انگلیسی، بازبینی‌شده در ۱۱ مهٔ ۲۰۲۴.